# Chobits
Chobits (ちょびっツ, Chobittsu) é um mangá seinen criado pelo grupo CLAMP. O mangá original foi publicado de 2001 a 2002 pela Kodansha. Ao contrário da maioria das histórias do CLAMP, Chobits é do gênero Ficção cientifica  A série passa alguns anos depois de Angelic Layer, outro mangá do mesmo grupo. O mangá foi lançado no Brasil pela Editora JBC em 2003, com 16 volumes meio tankōbon e foi relançado em 2015 com 8 volumes, no formato tankōbon. Uma série de TV de anime foi produzida em 2002 pelo estúdio Madhouse e é composta por 26 episódios e 4 OVAs.

## Enredo
A história se baseia no grande avanço tecnológico que foi capaz de criar robôs muito parecidos visualmente com seres humanos, há uma crítica muito forte ao individualismo que a sociedade passou a viver devido o avanço da tecnologia, ao ponto de substituir a companhia de seres reais, por estes modelos programados. O personagem principal da história se chama Hideki, um jovem que se muda para Tóquio com a finalidade de conseguir entrar na Universidade de Tóquio.
Ele vivia em uma fazenda em Hokkaido e ao chegar a Tóquio vê-se envolvido em uma sociedade frenética e avançada repleta de persocoms. Persocoms (パソコン, Pasokon, abreviação para "Personal Computer") são robôs de "estimação" no universo de Chobits. Possuem versões de bolso ou tamanho adulto, embora na série também mostre no tamanho de crianças, estes são encontrados em menor numero. Através deles, é possível acessar a Internet, ler e mandar e-mails, realizar tarefas domésticas e muito mais, dependendo apenas do modelo e da programação instalada no robô, existem neste mundo, vários software específicos para cada atividade, e caso o usuário não instale nenhum, é possível ativar a função aprendizado, em que todas as tarefas devem ser ensinadas passo a passo, para que sejam memorizadas.Embora seja possível realizar várias funções com estes computadores humanoides, a maior parte da população os utiliza apenas como companhia.
Praticamente todas as famílias possuem um persocoms e muitas vezes cada membro possui o seu, Hideki nunca teve a chance de comprar um. Mas em uma noite enquanto voltava para o seu apartamento, encontra um persocom fêmea, muito bonita no lixo. Aparentemente em perfeitas condições e descartada por seu dono anterior, Hideki a leva para casa e descobre que todos os dados foram apagados, a belíssima robô não possui nenhuma programação e consegue apenas se movimentar e falar "Chi", e é por isso que recebe este nome. É assim que começam as pesquisas para desvendar os mistérios dessa persocom abandonada, com o desenrolar da história Hideki e Chi vão se juntar a Shinbo, o melhor amigo do rapaz e a Minoru, um especialista em tecnologia, e juntos tentarão descobrir se Chi pertence a lendária série de robôs chamados Chobits, robôs criados com a capacidade de naturalmente desenvolver personalidade e sentimentos por seres vivos.

## Personagens
- Chi (ちぃ, Chyi, romanizado como Chii no mangá) É uma persocom muito meiga, bonita e inocente. Ela foi encontrada por Hideki no lixo e não tem arquivos disponíveis para acesso dentro de si. Aquilo que parecem orelhas são entradas e saídas de cabos, para conectá-la a monitores e afins. Mais tarde é descoberto que o nome de Chi na verdade é Elda, e que ela possui uma irmã gêmea chamada Freya.
- Freya (フライヤ, Furaiya): Quando Chi fecha os seus olhos, sua irmã (Freya) fala com ela. Freya conhece muito mais sobre seu passado do que a própria Chii. Chii ficou com a "alma" de sua irmã.
- Hideki Motosuwa (本須和 秀樹, Motosuwa Hideki): Um garoto do interior, com seus 18 anos, veio para Tóquio estudar no cursinho. Não tem muito dinheiro e nem vai muito bem nos estudos. Encontrou Chii no lixo e desde este dia sua vida passou a ser muito mais agitada! Trabalha em um bar junto a uma garota muito bonita chamada Yumi. Vive numa pensão com o garoto Shimbo que manja muito de computadores e persocoms e o ajuda muito com a Chi. Mais tarde, Chi será sua namorada.
- Hiromu Shinbo (新保弘, Shinbo Hiromu): Um garoto que vive na mesma pensão e também faz o mesmo cursinho que Hideki. Mais tarde, ele se apaixonará pela professora do cursinho. Shinbo tenta ajudar Hideki com a Chi pois entende bastante de computadores e persocoms, sem contar que ele é o seu melhor amigo. Seu (Note)Persocon é a Sumomo.
- Sumomo (すもも): É a persocom de Shinbo. Muito animada e bem pequena, ela serve para várias funções simples, como baixar dados da internet, anotar recados, despertar, dar aula de ginástica e muito mais. Morre de medo de Hideki quando ele começa a gritar.
- Kotoko (琴子): É uma desktop girl em um corpo de note-persocom. Possui o mesmo tamanho de Sumomo, porém contem habilidades mais avançadas e uma personalidade completamente diferente, pois diz sempre a verdade e é muito mais séria e crítica.
- Yumi Omura (大村 裕美, Ōmura Yumi) Trabalha no mesmo bar que Hideki, pois seu pai é o dono do lugar. Gosta, e se preocupa muito com seu colega de trabalho e o chama de "senpai". Ela acha que Hideki é como um irmão para ela. Ela tem um persocom de coelho de pelúcia. É uma menina muito alegre e prendada.
- Chitose Hibiya (日比谷 千歳, Hibiya Chitose): A senhora que cuida da pensão em que Hideki mora. Muito gentil e simpática, ofereceu ajuda a Chii várias vezes. É viúva.
- Minoru Kokubunji (国分寺 稔, Kokubunji Minoru) Um garoto de apenas 13 anos que, assim como Shinbo, entende muito de computadores e de persocoms. Vive numa mansão lotada de robôs femininos, vestidas na maior parte do tempo como maid's (uniforme de empregada, muito usado nas cafeterias e lojas de doces japonesas). Ajuda constantemente Hideki entender as programações em Chii e a investigar sua possível origem.
- Yuzuki (柚姫): A persocom de Minoru. Minoru trata Yuzuki com mais cuidado do que as suas outras persocoms.
- Takako Shimizu (清水 多香子, Shimizu Takako): Professora de Hideki e Shinbo no cursinho. É muito linda, e atrai a atenção de todos os seus alunos. Tem problemas com seu marido que é obcecado pela perfeição das persocoms.
- Hiroyasu Ueda (植田 弘康, Ueda Hiroyasu): O dono do "Chiroru Bakery", local onde Chi trabalha. Ele tinha problemas amorosos com Yumi, mas depois fazem as pazes.
- Ziemma (ジーマ, Jīma) e Dita (ディタ) Esse casal misterioso de robôs está atrás da Chi. Eles trabalham para o governo, e tem ambos a missão de capturá-la ou destruí-la se necessário. No entanto, não o fazem.

## Trilha sonora

### Tema de abertura
- "Let Me Be With You" — Round Table featuring Nino

### Temas de encerramento
- "Raison d'être" — Rie Tanaka (episódios 1-13)
- "Ningyo Hime" — Rie Tanaka (episódios 14-23)
- "Katakoto no Koi" — Rie Tanaka e Tomokazu Sugita (episódio 24)

## Elenco
- Hideki Motosuwa — Tomokazu Sugita
- Chi — Rie Tanaka
- Chitose Hibiya — Kikuko Inoue
- Hiromu Shinbo  — Tomokazu Seki
- Sumomo — Motoko Kumai
- Takako Shimizu — Ryoka Yuzuki
- Minoru Kokubunji — Houko Kuwashima
- Yuzuki - Fumiko Orikasa
- Yumi Ōmura — Megumi Toyoguchi
- Hiroyasu Ueda — Yuji Ueda
- Yoshiyuki "Dragonfly" Kojima — Junichi Suwabe
- Kotoko — Yukana

## Recepção
As críticas foram mistas. Shaenon K. Garrity, da Anime News Network, criticou a descrição da série de persocoms como "obediente" e "perfeita", escrevendo: "As persocoms são mulheres perfeitas, despojadas de tudo o que torna as mulheres reais menos que servas perfeitas dos homens – isto é, pode-se dizer, tudo o que torna as mulheres humanas." Finn Clark escreveu: "O motor temático do programa está nas mulheres que são objetos. Em um gênero que está sempre em risco de objetificar as mulheres, aqui foi feito literal." A adaptação foi criticada por mudar o foco de Hideki para Chi, em particular por ter episódios dedicados a Chi "fazendo coisas fofas" e fornecendo fanservice. Helen McCarthy em 500 Essential Anime Movies afirmou que a principal força do OVA é "seu questionamento de como usamos a tecnologia e se ela pode ser um substituto, em vez de um suporte, para a vida real".